# HD 116243
m Centauri
Ne doit pas être confondu avec M Centauri (= HD 119834).
Désignations
m Centauri (en abrégé m Cen), également désignée HD 116243 ou HR 5041, est une étoile de la constellation australe du Centaure, située à la limite avec celle de la Mouche. Elle est visible à l'œil nu avec une magnitude apparente de 4,52. D'après la mesure de sa parallaxe annuelle par le satellite Gaia, elle est située à environ ∼ 253 a.l. (∼ 77,6 pc). Elle s'éloigne du Système solaire à une vitesse radiale de +13,3 km/s.
m Centauri est classée comme une géante lumineuse jaune de type spectral G5IIb. L'étoile est 1,4 fois plus massive que le Soleil mais son rayon est environ 12 fois plus grand que le rayon solaire. Elle est 89 fois plus lumineuse que le Soleil et sa température de surface est de 5 197 K. Sa magnitude absolue est de +0,01.